# La Doré
La Doré es un municipio parroquial canadiense situado en la provincia de Quebec.

## Superficie
La Doré tiene una superficie de 288,55 km².

## Demografía
En 2021, tenía 1359 habitantes, una densidad poblacional de 4,7 hab./km², y 654 viviendas.